# یوریتسا ووچکو
یوریتسا ووچکو (کرواتی: Jurica Vučko؛ زادهٔ ۸ اکتبر ۱۹۷۶) بازیکن سابق و مربی فوتبال اهل کرواسی است.
از باشگاه‌هایی که در آن بازی کرده‌است می‌توان به باشگاه فوتبال دپورتیوو آلاوس، باشگاه فوتبال تیانجین تایگرز، باشگاه ورزشی سالامانکا، و باشگاه فوتبال هایدوک اسپلیت اشاره کرد.
وی همچنین در تیم ملی فوتبال کرواسی بازی کرده‌است.